# Иван Табаков (офицер)
Иван Тодоров Табаков е български офицер, генерал-майор от кавалерията, командир на 5-и конен полк през Балканската (1912 – 1913) и Междусъюзническата война (1913), командир на 5-и конен полк, 4-та конна бригада, 2-ра конна бригада и 2-ра конна дивизия през Първата световна война (1915 – 1918) и инспектор на кавалерията до 1920 година.

## Биография
Роден на 15 юни 1868 в Калофер, Османска империя. През 1887 г. завършва с 9-и випуск на Военното на Негово Княжеско Височество училище, на 7 ноември е произведен в чин подпоручик и е зачислен в 3-ти конен полк. На 7 ноември 1890 г. е произведен в чин поручик, а от 1895 г. е ротмистър. През 1900 г. служи като командир на нестроеви ескадрон от 3-ти конен полк. На 2 август 1903 г. е произведен в чин майор, а от 1907 г. командва 10-и конен полк. През 1908 г. е произведен в чин подполковник, а през 1911 г. е началник на ремонтна секция при Главно интендантство, като на 20 септември с. г. поема командването на 5-и конен полк. На 2 август 1912 г. е произведен в чин полковник.

### Балкански войни (1912 – 1913)
По време на Балканската война (1912 – 1913) полковник Иван Табаков командва поверения му 5-и конен полк, с който действа в посока Солун – Бяло море. По време на Междусъюзническата война (1913) воюва при Негрин и Суха баня.
В периода от 20 май 1914 г. до 20 юли 1915 г. полковник Табаков е изпълняващ длъжността началник-щаб на Конницата, след което до 15 октомври с. г. служи като командир на 5-и конен полк.

### Първа световна война (1915 – 1918)
През Първата световна война (1915 – 1918) полковник Табаков действа с полка си на Македонския фронт, на 15 ноември 1915 г. е назначен за командир на 4-та конна бригада, която командва до 2 декември 1916 година. С бригадата воюва на Добруджанския фронт от Гюргево до Браила. През декември 1916 г. е назначен за командир на 2-ра конна бригада и през 1918 г. е произведен в чин генерал-майор.
След войната до 1 август 1919 г. е началник на 1-ва конна дивизия, след което е инспектор на конницата. Уволнен е от служба на 9 август 1919 година.
Генерал-майор Иван Табаков умира на 16 април 1925 г. при атентата в църквата „Света Неделя“.

## Военни звания
- Подпоручик (7 ноември 1887)
- Поручик (7 ноември 1890)
- Ротмистър (1895)
- Майор (2 август 1903)
- Подполковник (1908)
- Полковник (2 август 1912)
- Генерал-майор (1918)

## Образование
- Военно на Негово Княжеско Височество училище (до 1887)

## Награди
- Военен орден „За храброст“ IV степен, 2-ри клас
- Военен орден „За храброст“ IV степен, 1-ви клас (1917)
- Военен орден „За храброст“ III степен, 2-ри клас (1918/1921)
- Орден „Свети Александър“ 4-та степен с мечове по средата
- Народен орден „За военна заслуга“ V клас на обикновена лента
- Орден „За заслуга“ на обикновена лента